# Wilcze jagody (album)
Wilcze jagody – wspólny album jazzowy wokalistki Agnieszki Wilczyńskiej i pianisty i akordeonisty Andrzeja Jagodzińskiego wydany 25 października 2019 przez Studio Realizacji Myśli Twórczych. Do 11 kompozycji Jagodzińskiego teksty napisali uznani autorzy, jak: Wiesława Sujkowska, Stanisław Tym, Andrzej Poniedzielski i Jan Wołek oraz debiutująca w roli tekściarki sama Wilczyńska. Nominacja do nagrody Fryderyka 2020.

## Lista utworów
1. „Moja ty, nadziejo” sł. Andrzej Poniedzielski
2. „By nie było żal” sł. Andrzej Poniedzielski
3. „Grafit” sł. Stanisław Tym
4. „Jak spał Szekspir” sł. Stanisław Tym
5. „Odszukaj mnie” sł. Wiesława Sujkowska
6. „Ocean dobrych słów” sł. Agnieszka Wilczyńska
7. „Walczyk mistrza Jana Sebastiana” sł. Wiesława Sujkowska
8. „Mleczny ząb” sł. Wiesława Sujkowska
9. „Pod akacją nieba” sł. Andrzej Poniedzielski
10. „Dziękuję” sł. Wiesława Sujkowska
11. „Lekkostrawna miłość” sł. Jan Wołek